# Honvágydal (Idegenben keserűbb a sírás)
Az érzelmes, szentimentális dal sok idegenbe szakadt honfitársunk szívét megdobogtatta. Az előadó külföldre távozása után a dal feketelistára került, így kevesen ismerik. ISWC kódja: T-007.174.852-1 Hanglemezkatalógus: SLPM 16771 Qualiton

## Hasonlóság
Azonos címmel egy másik dal emlékezetessé vált az 1956-os forradalom után. A két dal tematikája azonos, sorsa csaknem azonos lett, mindkettőt betiltották.

## Alkotók
- de Fries Károly (Carlo de Fries) – zeneszerző IPI kód 00010908809
- Kristóf Károly – szövegíró IPI kód 00016756380

## Előadók
- Karády Katalin, első előadója
- Kovács Erzsi, több változatban is megtalálható a YouTube-on
- Korda György